# Coupe de France masculine de handball 2023-2024
Navigation
Coupe de France 2022-2023 Coupe de France 2024-2025
La Coupe de France masculine de handball 2023-2024 est la 41e édition de la compétition. La Coupe de France « nationale » oppose uniquement les clubs professionnels de 1re et 2e divisions. Les clubs dont l'équipe première évolue dans un championnat national non professionnel participent à la Coupe de France « fédérale » nouvellement créée. Les autres clubs peuvent participer aux Coupes de France « régionale » ou « départementale »
Le HBC Nantes, tenant du titre, remporte sa troisième coupe de France en s'imposant nettement en finale face au Paris Saint-Germain (31-23),.

## Présentation

### Déroulement de la compétition
Comme la saison passée, tous les clubs rentrent dès les seizièmes de finale et la compétition se déroule selon un format simple d'élimination directe. En seizièmes de finale, les clubs de Proligue accueillent un club de Starligue.
La compétition lance la saison 2023-2024 avec un premier tour avant la première journée des championnats professionnels mais également avant le Trophée des champions. La finale, prévue en avril 2024, est particulièrement précoce.

### Déroulement des rencontres
Un match se déroule en deux mi-temps de 30 minutes entrecoupées d'un temps de repos de 15 minutes. En cas d’égalité à la fin du temps réglementaire on effectue une épreuve des tirs au but. Les équipes peuvent inscrire jusqu'à 14 joueurs sur la feuille de match.

## Résultats

### Seizièmes de finale
Sauf mention contraire, les clubs de Proligue jouent à domicile et ceux de Starligue se déplacent.
| Date                  | Club recevant              | Score    | Club visiteur         |
| --------------------- | -------------------------- | -------- | --------------------- |
| 29 août 2023, 19 h    | Chambéry SMB HB (D1)       | 38 – 29  | Billère Handball (D2) |
| 29 août 2023, 20 h    | Istres PH                  | 27 – 28  | Cesson RMHB           |
| 29 août 2023, 20 h    | HBC Cournon-d'Auvergne     | 30 – 36  | Saran Loiret Handball |
| 29 août 2023, 20 h 30 | Valence Handball           | 26 – 32  | US Créteil            |
| 29 août 2023, 20 h 30 | Grand Besançon DHB         | 31 – 39  | Limoges Handball      |
| 29 août 2023, 20 h 30 | Frontignan Thau Handball   | 38 – 42  | Paris Saint-Germain   |
| 30 août 2023, 19 h 30 | Nancy Handball             | 32 – 34  | Saint-Raphaël VHB     |
| 30 août 2023, 20 h    | Massy Essonne HB           | 25 – 37  | USAM Nîmes Gard       |
| 30 août 2023, 20 h    | Angers SCO Handball        | 31 – 35  | Fenix Toulouse        |
| 30 août 2023, 20 h    | Sarrebourg Moselle-Sud HB  | 32 – 40  | Dunkerque HGL         |
| 30 août 2023, 20 h 30 | Caen Handball              | 26 – 35  | Dijon MHB             |
| 30 août 2023, 20 h 30 | Tremblay Handball          | 27 – 26  | Pays d'Aix UC         |
| 30 août 2023, 20 h 30 | JS Cherbourg               | 20 – 29  | Montpellier Handball  |
| 30 août 2023, 20 h 30 | Sélestat AHB               | 29 – 25  | US Ivry               |
| 30 août 2023, 20 h 30 | Villeurbanne HA            | 00 – 10* | HBC Nantes            |
| 30 août 2023, 20 h 45 | Pontault-Combault Handball | 30 – 33  | C' Chartres MHB       |

* le match entre le Villeurbanne HA et le HBC Nantes a été annulé au dernier moment par les arbitres à cause de traces de colles après le retrait tardif d'un marquage au sol dédié à un sponsor du club. La COC fédérale a finalement officialisé la qualification sur tapis vert de Nantes.
Deux clubs de Proligue (D2), le Tremblay Handball et le Sélestat Alsace Handball sont ainsi parvenus à éliminer un club de Starligue (D1), respectivement le Pays d'Aix UC et l'US Ivry.

### Huitièmes de finale
| Date                      | Club recevant        | Score   | Club visiteur         |
| ------------------------- | -------------------- | ------- | --------------------- |
| 13 décembre 2023, 20 h    | Montpellier Handball | 40 – 26 | Dijon MHB             |
| 13 décembre 2023, 20 h 30 | Cesson Rennes MHB    | 36 – 35 | Chambéry SMB HB       |
| 13 décembre 2023, 19 h 15 | Paris Saint-Germain  | 44 – 27 | Saran Loiret Handball |
| 13 décembre 2023, 20 h    | Sélestat AHB         | 24 – 27 | Dunkerque HGL         |
| 12 décembre 2023, 20 h 30 | US Créteil           | 23 – 38 | HBC Nantes            |
| 12 décembre 2023, 20 h    | C' Chartres MHB      | 27 – 33 | Fenix Toulouse        |
| 12 décembre 2023, 20 h 30 | Tremblay Handball    | 35 – 36 | Saint-Raphaël VHB     |
| 12 décembre 2023, 20 h    | USAM Nîmes Gard      | 26 – 24 | Limoges Handball      |

### Quarts de finale
| Date                 | Club recevant        | Score   | Club visiteur     |
| -------------------- | -------------------- | ------- | ----------------- |
| 3 février 2024, 20 h | Montpellier Handball | 36 – 26 | Dunkerque HGL     |
| 3 février 2024, 20 h | HBC Nantes           | 34 – 25 | Saint-Raphaël VHB |
| 4 février 2024, 17 h | Paris Saint-Germain  | 30 – 22 | USAM Nîmes Gard   |
| 4 février 2024, 17 h | Fenix Toulouse       | 28 – 25 | Cesson Rennes MHB |

### Demi-finales
| Date                | Club recevant        | Score   | Club visiteur       | Rapport          |
| ------------------- | -------------------- | ------- | ------------------- | ---------------- |
| 20 mars 2024, 21h10 | Montpellier Handball | 32 – 35 | Paris Saint-Germain | Feuille de match |
| 21 mars 2024, 20h30 | Fenix Toulouse       | 26 – 28 | HBC Nantes          | Feuille de match |

### Finale
La finale se déroule le samedi 20 avril 2024 au Palais omnisports de Paris-Bercy (Accor Arena) :
| 20 avril 2024 21h05 | HBC Nantes             | 31 – 23             | Paris Saint-Germain | Accor Arena, Paris Affluence : 14 000 Arbitrage : Charlotte et Julie Bonaventura |
| 20 avril 2024 21h05 | Alexandre Cavalcanti 6 | (19 – 13)           | Kamil Syprzak 5     | Accor Arena, Paris Affluence : 14 000 Arbitrage : Charlotte et Julie Bonaventura |
| 20 avril 2024 21h05 | ×1 ×4 ×1               | [PDF] FFHB Handzone | ×1 ×3               | Accor Arena, Paris Affluence : 14 000 Arbitrage : Charlotte et Julie Bonaventura |

| HBC Nantes                   |     |                       |          |                                                                    |
| 1                            | GB  | Ivan Pešić            |          |                                                                    |
| 30                           | GB  | Ignacio Biosca        |          |                                                                    |
| 3                            | ARG | Thibaud Briet         | 4        | Suspension                                                         |
| 5                            | ARD | Jorge Maqueda         | 4        |                                                                    |
| 4                            | DC  | Aymeric Minne         | 4        |                                                                    |
| 6                            | ARG | Baptiste Bonnefond    | 0        |                                                                    |
| 7                            | ALG | Valero Rivera         | 4 (3 p.) |                                                                    |
| 8                            | ARG | Alexandre Cavalcanti  | 6        |                                                                    |
| 9                            | ALD | Théo Avelange-Demouge | 4        |                                                                    |
| 11                           | ALG | Baptiste Damatrin     | 0        |                                                                    |
| 13                           | ARD | Julien Bos            | 3        |                                                                    |
| 14                           | DC  | Lucas de la Bretèche  | 0        |                                                                    |
| 15                           | P   | William Höghielm      | 0        |                                                                    |
| 17                           | DEF | Jérémy Toto           | 1        | Carton jaune · Suspension · Suspension · Suspension · Carton rouge |
| 18                           | P   | Théo Monar            | 1        |                                                                    |
| 19                           | ALD | Kauldi Odriozola      | 0        |                                                                    |
| Entraîneur : Grégory Cojean. |     |                       |          |                                                                    |

| Nantes | Statistiques | PSG    |
| ------ | ------------ | ------ |
| 31/..  | Buts marqués | 23/..  |
| ..,. % | % réussite   | ..,. % |
| 3/.    | Jets de 7 m  | 7/.    |
| ../..  | Arrêts       | ../..  |
| ..,. % | % d'arrêts   | ..,. % |

| Paris Saint-Germain         |     |                     |          |                         |
| 12                          | GB  | Andreas Palicka     |          |                         |
| 16                          | GB  | Jannick Green       |          |                         |
| 2                           | P   | Rubén Marchán       | 1        |                         |
| 6                           | DC  | Luc Steins          | 1        |                         |
| 7                           | DC  | Sadou N'Tanzi       | 1        |                         |
| 9                           | ALG | Adama Keïta         | 1        |                         |
| 14                          | ALD | Ferrán Solé         | 1        |                         |
| 15                          | ARD | Kent Robin Tønnesen | 1        | Suspension              |
| 21                          | P   | Kamil Syprzak       | 5 (5 p.) | Suspension · Suspension |
| 22                          | P   | Luka Karabatic      | 0        | Carton jaune            |
| 28                          | ARG | Yoann Gibelin       | 2        |                         |
| 32                          | ARG | Jacob Holm          | 3        |                         |
| 44                          | ARG | Nikola Karabatic    | 0        |                         |
| 47                          | ARG | Wallem Peleka       | 0        |                         |
| 71                          | ARG | Elohim Prandi       | 3        |                         |
| 90                          | ALG | Léo Plantin         | 4 (2 p.) |                         |
| Entraîneur : Raúl González. |     |                     |          |                         |

### Autres finales
Conjointement avec celle de Coupe de France nationale masculine, cinq autres finales des Coupes de France ont lieu les 20 avril 2024 et 18 mai 2024 :
| Catégorie            | Club recevant        | Score   | Club visiteur                |
| -------------------- | -------------------- | ------- | ---------------------------- |
| Fédérale fém.        | Palente Besançon HB  | 33 – 18 | Union du pays d'Aix Bouc     |
| Fédérale masc.       | US Saintes           | 40 – 33 | Élite Val d'Oise             |
| Régionale fém.       | CA Évron             | 25 – 17 | US Beaurepaire HB            |
| Régionale masc.      | CM Floirac Cenon     | 37 – 33 | AST Châteauneuf-en-Thymerais |
| HandSourds masc.     | AS Tolosa            | 36 – 35 | AS Sourds de Lyon            |
| Handfauteuil mixte   | HBC Canteleu         | 17 – 15 | Saint-Loubès HB              |
| Départementale fém.  | AS Pagny-sur-Moselle | 28 – 24 | L'Étoile Parisienne          |
| Départementale masc. | Lacanau Ocehand      | 30 – 29 | OHB Ste-Gemmes-sur-Loire     |